# Gravitacijska anomalija (fizika)
Gravitacijska anomalija je v teoretični fiziki primer anomalije, kvantnomehanski pojav, po navadi enozančni diagram, ki ovrže splošno kovariantnost splošne teorije relativnosti združeno z nekaterimi drugimi polji. Pridevnik »gravitacijska« izhaja iz simetrije teorije gravitacije, iz splošne kovariantnosti.
Anomalija se po navadi pojavi kot Feynmanov diagram s kiralnim fermionom, ki se giblje v zanki z n zunanjimi gravitoni, vezanimi za zanko, kjer je n = 1 + D/2, pri čemer je D razsežnost prostor-časa. Anomalije se pojavljajo le v prostor-časih s sodim številom razsežnosti. Splošna kovariantnost je zelo pomembna simetrija za skladnost celotne teorije. Zaradi tega morajo izginiti vse gravitacijske anomalije.